# Игры Содружества 1998
Игры Содружества 1998 года прошли в Куала-Лумпуре (Малайзия). Игры были первыми, проводившимися в азиатской стране и последними Играми Содружества XX века. Впервые игры проводились в стране для большинства населения которой английский язык не является родным. Впервые игры включали командные виды спорта. Малайзия стала восьмой страной, принимающей Игры Содружества, после Канады, Англии, Австралии, Новой Зеландии, Уэльса, Ямайки и Шотландии. 3638 спортсменов из 69 стран Содружества приняли участие в играх. Было разыграно 214 комплектов медалей в 15 видах спорта.

## Страны-участницы
На Играх 1998 года было представлено 69 команд. Единственной отсутствующей страной была Нигерия, которая была отстранена от участия из-за диктатуры Сани Абача.
| Страны и территории |
| --- |

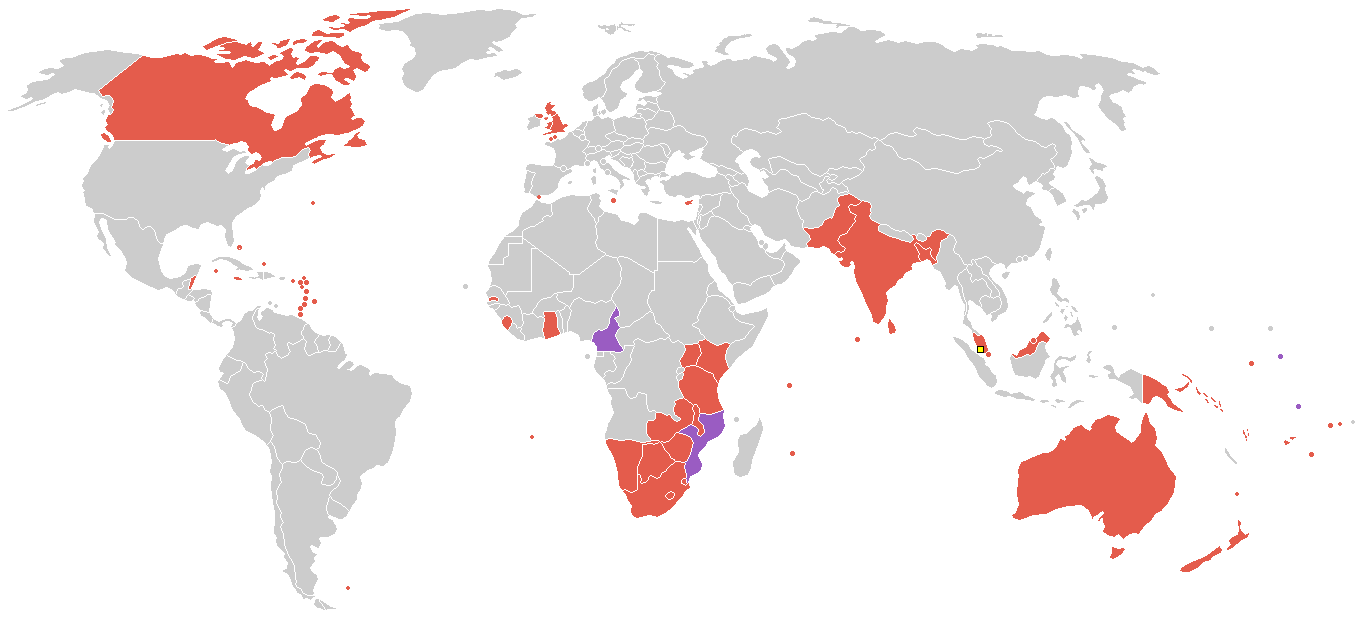
Страны — участницы Игр Содружества 1998.

| - Ангилья - Антигуа и Барбуда - Австралия - Багамские Острова - Бангладеш - Барбадос - Белиз - Бермуды - Ботсвана - Виргинские Острова (Великобритания) - Бруней - Камерун - Канада - Острова Кайман - Острова Кука - Кипр - Доминика - Англия - Фолклендские острова - Фиджи - Гана - Гибралтар - Гренада - Гернси - Гайана - Индия - Остров Мэн - Ямайка - Джерси - Кения - Кирибати - Лесото - Малави - Малайзия - Мальдивы - Мальта - Маврикий - Монтсеррат - Мозамбик - Намибия - Науру - Новая Зеландия - Остров Норфолк - Северная Ирландия - Пакистан - Папуа — Новая Гвинея - Острова Святой Елены, Вознесения и Тристан-да-Кунья - Сент-Китс и Невис - Сент-Люсия - Сент-Винсент и Гренадины - Самоа - Шотландия - Сейшельские Острова - Сьерра-Леоне - Сингапур - Соломоновы Острова - ЮАР - Шри-Ланка - Свазиленд - Танзания - Гамбия - Тонга - Тринидад и Тобаго - Теркс и Кайкос - Уганда - Вануату - Уэльс - Замбия - Зимбабве |
| Страны и территории, дебютировавшие в Играх |
| - Камерун - Кирибати - Мозамбик |

## Таблица медалей
Рейтинг в этой таблице соответствует соглашению Международного олимпийского комитета в опубликованных таблицах медалей. По умолчанию таблица упорядочена по количеству золотых медалей, выигранных спортсменами из страны (в данном контексте «нация» — это организация, представленная Ассоциацией Игр Содружества). Далее учитывается количество серебряных медалей, а затем количество бронзовых медалей. Если нации по-прежнему равны, даётся равный рейтинг, а страны указываются в алфавитном порядке по их трёхбуквенному коду страны.
  *   Принимающая страна (Малайзия)
| Место           | Страна               | Золото | Серебро | Бронза | Всего |
| --------------- | -------------------- | ------ | ------- | ------ | ----- |
| 1               | Австралия            | 80     | 61      | 58     | 199   |
| 2               | Англия               | 36     | 47      | 53     | 136   |
| 3               | Канада               | 30     | 31      | 38     | 99    |
| 4               | Малайзия*            | 10     | 14      | 12     | 36    |
| 5               | ЮАР                  | 9      | 11      | 14     | 34    |
| 6               | Новая Зеландия       | 8      | 7       | 20     | 35    |
| 7               | Кения                | 8      | 5       | 4      | 17    |
| 8               | Индия                | 7      | 10      | 8      | 25    |
| 9               | Ямайка               | 4      | 2       | 0      | 6     |
| 10              | Уэльс                | 3      | 4       | 8      | 15    |
| 11              | Шотландия            | 3      | 2       | 7      | 12    |
| 12              | Науру                | 3      | 0       | 0      | 3     |
| 13              | Северная Ирландия    | 2      | 1       | 2      | 5     |
| 14              | Зимбабве             | 2      | 0       | 3      | 5     |
| 15              | Гана                 | 1      | 1       | 3      | 5     |
| 16              | Маврикий             | 1      | 1       | 2      | 4     |
| 17              | Кипр                 | 1      | 1       | 1      | 3     |
| 17              | Танзания             | 1      | 1       | 1      | 3     |
| 17              | Тринидад и Тобаго    | 1      | 1       | 1      | 3     |
| 20              | Багамские Острова    | 1      | 1       | 0      | 2     |
| 20              | Мозамбик             | 1      | 1       | 0      | 2     |
| 22              | Барбадос             | 1      | 0       | 2      | 3     |
| 23              | Лесото               | 1      | 0       | 0      | 1     |
| 24              | Камерун              | 0      | 3       | 3      | 6     |
| 25              | Намибия              | 0      | 2       | 1      | 3     |
| 26              | Сейшельские Острова  | 0      | 2       | 0      | 2     |
| 27              | Шри-Ланка            | 0      | 1       | 1      | 2     |
| 28              | Бермуды              | 0      | 1       | 0      | 1     |
| 28              | Остров Мэн           | 0      | 1       | 0      | 1     |
| 28              | Пакистан             | 0      | 1       | 0      | 1     |
| 28              | Фиджи                | 0      | 1       | 0      | 1     |
| 32              | Замбия               | 0      | 0       | 1      | 1     |
| 32              | Папуа — Новая Гвинея | 0      | 0       | 1      | 1     |
| 32              | Уганда               | 0      | 0       | 1      | 1     |
| Всего стран: 34 | Всего стран: 34      | 214    | 214     | 245    | 673   |